# Тёрстон, Фредерик Джон
Фредерик Джон Тёрстон (англ. Frederick John Thurston; 21 сентября 1901 — 12 декабря 1953) — английский кларнетист.
Учился в Королевском музыкальном колледже у Чарльза Дрейпера. На протяжении 1920-х гг. играл в различных оркестрах, пока в 1930 г. не занял место первого кларнета в новосозданном Симфоническом оркестре BBC. Оставил этот пост в 1946 г., чтобы в большей степени посвятить себя камерному музицированию. Тёрстон был первым исполнителем произведений многих британских композиторов — в частности, Артура Блисса, Джеральда Финци, Малкольма Арнольда и др.
С 1930 г. и до самой смерти Тёрстон преподавал в Королевском музыкальном колледже. Среди его учеников были, в частности, Жерваз де Пейер и Теа Кинг, в дальнейшем ассистировавшая Тёрстону, а менее чем за год до его смерти от рака вышедшая за него замуж.